# Nowiny (dziennik rzeszowski)
Nowiny – dziennik wydawany w Rzeszowie dla województwa podkarpackiego.

## Historia
Dziennik „Nowiny Rzeszowskie” ukazywał się od 15 września 1949 roku w okresie PRL jako organ prasowy Komitetu Wojewódzkiego PZPR w Rzeszowie. Nad winietą na stronie tytułowej dziennika widniało hasło Proletariusze wszystkich krajów, łączcie się!; po raz ostatni z tym sloganem ukazało się wydanie z 27–28 stycznia 1990 roku, zaś redaktorem naczelnym był do tego czasu Henryk Pasławski. Następnego dnia dziennik ukazał się jako „Nowiny” – gazeta codzienna, a pełniącym obowiązki redaktora naczelnego był od tego czasu Jan Filipowicz.
Komisja Likwidacyjna RSW Prasa-Książka-Ruch 25 kwietnia 1991 roku zdecydowała w przetargu o sprzedaży majątku i praw wydawniczych gazety codziennej „Nowiny” sp. z o.o. spółce „R-Press” (w jej skład wchodziły Zarząd Regionu NSZZ „Solidarność” w Rzeszowie, PSL „Solidarność”, Editions Spotkania oraz dziennikarze i pracownicy samego dziennika), oferującej 7,3 mld zł”.
W lipcu 1984 roku Redakcja „Nowiny” została wyróżniona wpisem do „Księgi zasłużonych dla województwa tarnobrzeskiego”.

## Redaktorzy naczelni
1949–1950: Tadeusz Sołtan
1950–1951: Marian Wawrzycki
1951–1952: Henryk Maksimowicz
1952–1954: Józef Kleszcz
1954–1956: Ignacy Wirski
1956–1957: Ireneusz Jelonek
1957–1960: Edmund Głębikowski
1960–1966: Stanisław Goleń
1966–1990: Henryk Pasławski
1990. Jan Filipowicz
1990–1993: Jan Stepek
1993–1994: Jan Musiał
1994–1996: Piotr Świder
1996–1998: Ryszard Terlecki
1998–1999: Tadeusz Zbigniew Drzewicki
1999–2000: Wojciech Duda
2000–2001: Jarosław Szczepański
2001–2003: Dariusz Dziopak
2003–2006: Janusz Pawlak
2006–2021: Stanisław Sowa
2021–2024: Arkadiusz Rogowski
2024: Marcin Żminkowski (p.o.)
2024–nadal: Stanisław Sowa

## Gazeta codzienna „Nowiny”

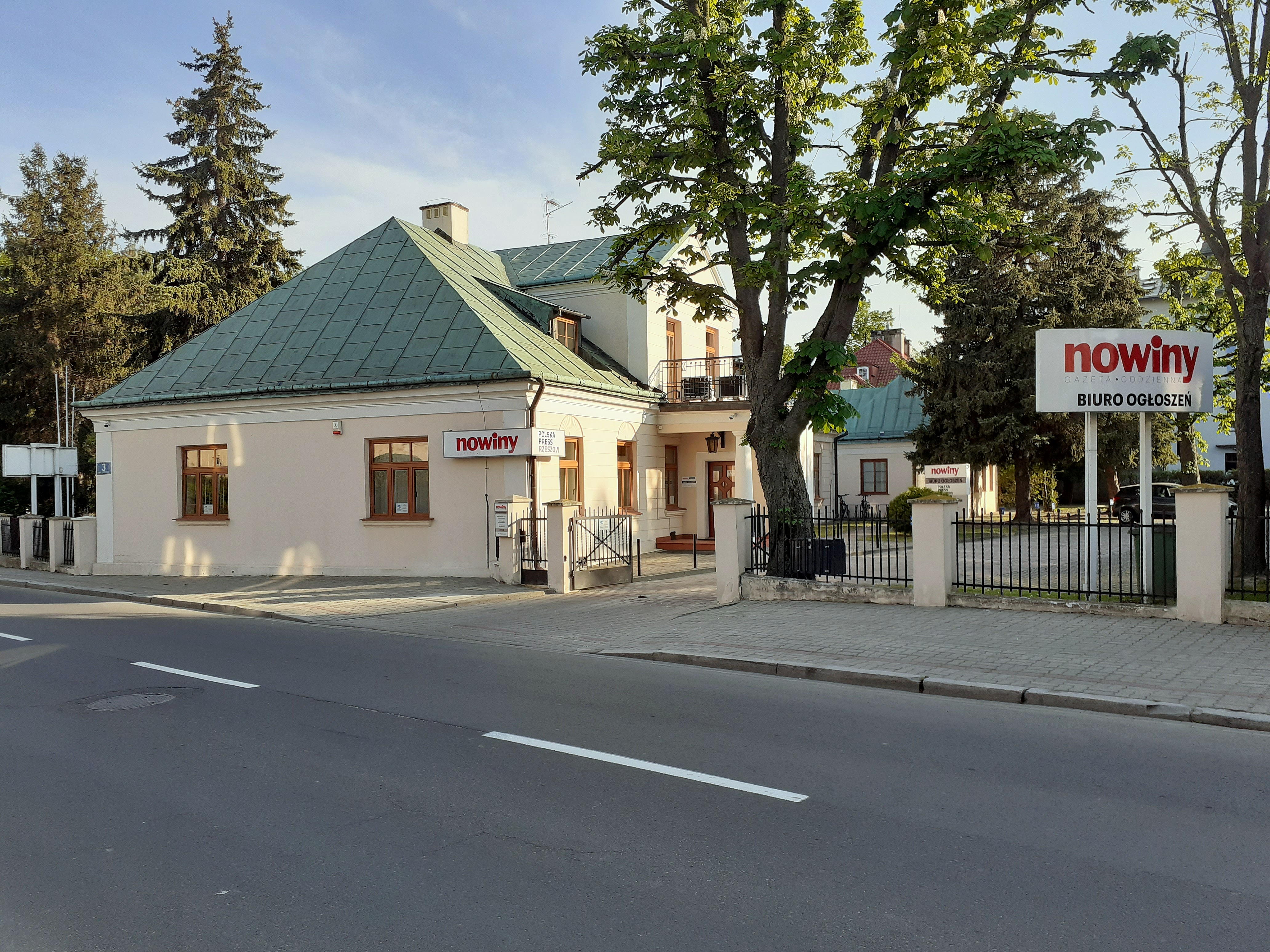
Biuro ogłoszeń „Nowin” przy ul. Unii Lubelskiej 3 w Rzeszowie

„Nowiny” są gazetą regionalną ukazującą się codziennie, od poniedziałku do piątku, na terenie województwa podkarpackiego oraz części wschodniej województwa świętokrzyskiego.
W każdym z wydań w „Nowin” można znaleźć kilka kolumn najnowszych informacji z regionu, jak również dotyczących podkarpackiego sportu, gospodarki i kultury. „Nowiny” bardzo często publikują specjalne dodatki o różnorodnej tematyce (śluby, żużel, piłka nożna, biznes). „Nowiny” są również na Podkarpaciu znane ze swojej pozawydawniczej działalności. Przez szereg lat redakcja była organizatorem konkursów Miss Nowin, Nasze Dobre Podkarpackie.
Redaktorem naczelnym jest Stanisław Sowa, wydawcą zaś Polska Press sp. z o.o.

## Portal nowiny24.pl

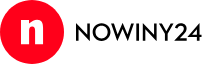
Logo portalu nowiny24.pl używane od stycznia 2025

Pod koniec 2006 roku przy Gazecie Codziennej Nowiny został uruchomiony nowoczesny regionalny portal internetowy nowiny24.pl, który zastąpił starą wersję strony (gcnowiny.pl). Siłą tego portalu są przede wszystkim regionalne informacje, których dostarcza kilku dziennikarzy i fotoreporterów Gazety Codziennej Nowiny. Są one publikowane przez całą dobę. Na stronach portalu można znaleźć również filmy wideo i nagrania mp3 ilustrujące ciekawe wydarzenia z Podkarpacia, forum dyskusyjne oraz serwisy tematyczne i okolicznościowe.